# (17751) 1998 DN3
(17751) 1998 DN3 est un astéroïde de la ceinture principale d'astéroïdes découvert en 1998.

## Description
(17751) 1998 DN3 a été découvert le 22 février 1998 à l'observatoire du Haleakalā, un centre de recherche astronomique américain faisant partie de l'Institut d'astronomie de l'Université de Hawaï situé au sommet du volcan Haleakalā sur l'île de Maui, par le programme Near Earth Asteroid Tracking (NEAT).

### Caractéristiques orbitales
L'orbite de cet astéroïde est caractérisée par un demi-grand axe de 2,73 UA, un périhélie de 2,41 UA, une excentricité de 0,12 et une inclinaison de 8,50° par rapport à l'écliptique. Du fait de ces caractéristiques, à savoir un demi-grand axe compris entre 2 et 3,2 UA et un périhélie supérieur à 1,666 UA, il est classé, selon la JPL Small-Body Database, comme objet de la ceinture principale d'astéroïdes.

### Caractéristiques physiques
(17751) 1998 DN3 a une magnitude absolue (H) de 13,0 et un albédo estimé à 0,054.